# Куршска коса
Куршската коса (на литовски: Kuršių nerija; на руски: Ку́ршская коса́; на немски: Kurische Nehrung; на латвийски: Kuršu kāpas) е пясъчна коса с дължина 98 km, която разделя Курския залив от Балтийско море. Южната ѝ част лежи на територията на Калининградска област, Русия, а северната ѝ част попада в Клайпедски окръг, Литва. Тя е обект на световното културно и природно наследство, поделен между две държави.

## География
Куршската коса се разпростира от Самбийския полуостров на юг до тесен пролив на север, отвъд който е разположен литовския град Клайпеда. Северните 52 километра от косата принадлежат на Литва, докато останалата част е на Русия. Ширината на косата варира от 400 m при Лесной, Русия до 3,8 km при Нида, Литва.
Косата е дом на най-високите движещи се пясъчни дюни в Европа. Средната им височина е 35 m, но някои достигат 60 m. Тъй като се намира на миграционен коридор на прелетни птици, косата е посещавана от между 10 и 20 милиона птици от 150 вида през пролетта и есента, като много спират за почивка и размножаване.
Както руската, така и литовската част са национални паркове. Има път, който преминава по дължината на косата. Той не е свързан с континенталната част на Литва и затова е установен ферибот между косата и Клайпеда.
72% от територията на косата са заети от гори, в които растат около 600 вида дървета, храсти и треви. Животинският свят е представен от 296 вида наземни животни (лосове, сърни, диви свине, лисици и други).
Има пясъчни плажове, на които човек може да се къпе както в сладководния залив, така и в соленото Балтийско море.
От 2000 г. Куршската коса влиза в списъка на световното културно и природно наследство на ЮНЕСКО. В днешно време има искания за събарянето на ред къщи на Куршската коса, поради статута ѝ на обект на световното наследство. Те се стопанисват от хора, на които им е дадено разрешение за строеж от корумпирани местни правителствени служители.

## Геология
Косата е образувана около 3000 г. пр.н.е. Ледникова морена ѝ служи като основа. Ветровете и морските течения по-късно допринасят за издигането на пясъка и поддържането на образуванието над морското равнище.
Съществуването на този тесен пясъчен насип застрашено от естествените процеси, които влияят на крайбрежията. То зависи от динамичния баланс между преноса на пясък и натрупването му. Ако хипотетично районът на югозапад се отреже, например от голямо пристанище с кей, косата може да ерозира и накрая да изчезне. Обаче, най-вероятното развитие е, че плиткият залив зад Куршската коса ще се напълни със седименти, създавайки нова суша.

## История
От 800 до 1016 г. косата е мястото на Кауп, голям езически търговски център, който все още не е разкопан. Тевтонските рицари окупират района през 13 век, строейки замъци в Мемел (1252 г.), Нойхаузен (1283 г.) и Роситен (1372 г.). Възможно е косата да е била дом на последния говорещ пруски език.
Значителното човешко влияние върху района започва през 16 век. Обезлесяването на косата, поради прекомерна паша, дърводобив и съдостроене за битката при Грос-Йегерсдорф през 1757 г. водят, до това, че дюните превземат косата и погребват цели села. Разтревожени от тези проблеми, правителството на Прусия спонсорира едромащабно залесяване, което започва през 1825 г. Благодарение на тези усилия, днес по-голямата част от косата е покрита от гори. През 19 век Куршската коса е населявана основно от курсениеки, със значително германско малцинство на юг и литовско малцинство на север. Населението на курсениеките намалява, поради асимилация и други причини, като в днешно време е на ръба на изчезване.
В края на 19 век пясъчният пейзаж около Нида става популярен сред пейзажните живописци.
До 20 век повечето хора в района се издържат чрез риболов. ОТ 1901 до 1946 г. селото Роситен става мястото на обсерватория на птици, първата такава в света, основана от орнитолога Йоханес Тиенеман там, поради значението на косата като коридор при миграцията на птиците.
След Първата световна война Нида, заедно със северната половина на Куршската коса, става част от Клайпедски край по силата на Версайския договор от 1919 г. и е анексиран от Литва през 1923 г. Нида, обаче, остава с германско мнозинства, а границата на Източна Прусия преминава само на няколко километра южно от селището.
През 1929 г. носителят на нобелова награда по литература Томас Ман посещава Нида по време на ваканция в Раушен и решава да си построи къща върху хълм над лагуната. Той и семейството му прекарват летата на 1930 – 1932 г. в тази къща. Заплашен от нацистите, Ман напуска Германия след идването на власт на Хитлер през 1933 г. и повече не се завръща в Нида. Когато районът е анексиран от Германия през 1939 г., къщата на Ман служи като почивен дом за офицери от Луфтвафе.
Немското население е изгонено насила след края на Втората световна война от окупационните съветски сили, което е придружено с етническа чистка. Както и на други места в днешната Калининградска област, асимилацията на територията от руските заселници е завършена след промяна на историческите немски топоними на руските такива. След разпадането на Съветския съюз, туризмът на косата процъфтява. Много германски потомци на заселниците в района избират Куршската коса като ваканционна дестинация, особено след като в Литва не се изискват визи за граждани на Германия.